# Старая церковная башня в Нюэнене
«Старая церковная башня в Нюэнене» (нидерл. De oude kerktoren te Nuenen) — картина известного нидерландского художника Винсента Ван Гога. Она была написана в 1885 году в голландском селении Нюэнен.

## История
Эту картину, на которой изображены старая церковь в Нюэнене и кладбище, как и картины «Едоки картофеля» и «Дом», можно назвать первыми «серьёзными» и «взрослыми» работами Ван Гога. С этими полотнами художник желал снискать признание у брата Тео и в других парижских художественных салонах. На полотне изображена старая церковь и прилежащее к ней простое кладбище, а также поля и луга города Нюэнен и летающие чёрные вороны в сером небе. В 1885 году эта церковная башня уже была заброшена, однако на кладбище ещё хоронили жителей города. Уже много лет старую церковь собирались снести. В начале мая того же года, этот замысел должны были якобы осуществить. Для Ван Гога это стало поводом запечатлеть уже почти разрушенную церковную башню. При работе над башней у художника возникли личное мнение и цель. Посредством этой картины Ван Гог хотел передать свою идею о том, что вера в бога и просто религия постепенно теряют свою значимость среди народа, но жизнь обыкновенных крестьян остаётся при этом неизменной.